# Día Internacional del Acceso Universal a la Información
El Día Internacional del Acceso Universal a la Información es una jornada que se celebra anualmente el 28 de septiembre desde 2016. Fue proclamada por la Organización de las Naciones Unidas para la Educación, la Ciencia y la Cultura (UNESCO) en el 2015 y adoptada por la Asamblea General de la ONU (AGNU) en el 2019.

## Proclamación
El Día Internacional del Acceso Universal a la Información fue proclamado por la UNESCO en París el 17 de noviembre de 2015. La iniciativa fue impulsada por grupos de la sociedad civil africana y países como Angola, Marruecos y Nigeria. El objetivo de esta proclamación es resaltar la importancia del acceso a la información como un derecho fundamental, crucial para la transparencia informativa, la rendición de cuentas y la participación ciudadana. El acceso universal a la información empodera a las personas, permitiéndoles tomar decisiones informadas y participar activamente en la vida pública.
Desde 2002, se ha promovido este derecho mediante la celebración del Día del Derecho a Saber, una iniciativa desarrollada por defensores de la sociedad civil internacional durante una conferencia en Sofía, Bulgaria. Esta conferencia también dio origen a la Red de Defensores del Derecho a la Información, (The global network of freedom of information abvocates) que patrocina eventos anuales para destacar la importancia de este derecho.
El 21 de octubre de 2019, la AGNU reconoció la importancia global de tener acceso a la información y adoptó una resolución para apoyarlo. La resolución de la UNESCO, que recomendaba esta adopción, invitaba a todos los Estados miembros, organizaciones del sistema de las Naciones Unidas y otras organizaciones internacionales y regionales, así como a la sociedad civil, a promover el acceso universal a la información de la manera que consideren más adecuada y sin implicaciones financieras para el presupuesto regular de la UNESCO.

## Celebración
Este día se celebra el 28 de septiembre. La elección de esta fecha se alinea con la conmemoración de varios movimientos y organizaciones de la sociedad civil que ya celebraban esta fecha para promover el acceso a la información. La primera celebración oficial tuvo lugar en 2016. Las actividades típicas de esta jornada incluyen conferencias, debates, talleres y campañas de sensibilización. Se abordan temas como el derecho a la información, la libertad de prensa y la transparencia gubernamental. Las redes sociales juegan un papel crucial en la promoción de este día bajo las etiquetas #DiaDelAccesoALaInfo y #DerechoASaber, fomentando la participación y el compromiso público.

## Temas
- 2017: Segunda celebración[8]
- 2018: Tercera celebración[9]
- 2019: No dejar a nadie atrás[10]
- 2020: Salvar vidas, construir confianza, traer esperanza[11]
- 2021: El derecho a saber: Reconstruir mejor con el acceso a la información[12]
- 2022: Inteligencia artificial, gobierno electrónico y acceso a la información[13][14]
- 2023: La importancia del espacio en línea para el acceso a la información[15]